# سفارة إيران في أوكرانيا
سفارة إيران في أوكرانيا هي أرفع تمثيل دبلوماسي لدولة إيران لدى أوكرانيا. تقع السفارة في كييف وهي تهدف لتعزيز المصالح الإيرانية في أوكرانيا.

## وصلات خارجية
- الموقع الرسمي
- قائمة سفارات إيران
- قائمة السفارات في أوكرانيا